# Mošeja Emirja Abdelkaderja
Mošeja Emirja Abdelkaderja (arabsko مسجد الأمير عبد القادر, Jemaa EL-Emir Abdelkader) je mošeja v Constantineu, glavnem mestu province Constantine v Alžiriji. Je druga največja mošeja v Alžiriji za Djamaa Al Djazair.

## Zgodovina
Zamisel o gradnji velike mošeje v Constantineu sega v leto 1968, izvedli naj bi jo v okrožju Emir Abdelkader, od tod tudi ime mošeje.
Polkovnik Mohamed Abdelghani, član revolucionarnega sveta in poveljnik 5. vojaške regije, je po različnih stikih s predlagatelji predložil projekt revolucionarnemu svetu. Predsednik Houari Boumédiène se je zanimal za projekt in pod njegovim vodstvom je vzpostavil projekt iz preproste mošeje v Univerzo islamskih znanosti; prva alžirska islamska univerza moderne dobe.
Študije so zaupane Uradu za tehnične študije Sonatracha, ki je nadzirala celoten projekt, zemeljska dela so bila zaupana vojaškemu inženirstvu, izvedba pa DNC-ANP (Konvencija z dne 22. februarja 1972).
Mošejo je 31. oktobra 1994 slovesno odprl vodja alžirske vlade Mokdad Sifi.

## Opis
Mošejo sestavljata dve molilnici, soba za ženske, ki meji na glavno sobo za moške. Razporejene so okrog osrednje terase.
Dve molitveni sobi lahko skupaj sprejmeta do 19.000 vernikov.
Zgornji del mihraba molitvene sobe je bil izklesan na kraju samem iz enega bloka marmorja, kjer dominirajo 107-metrski minareti, kupola se dviga na 64 metrov.
V istem kompleksu, na drugi fasadi, je Islamska univerza. Ta univerza je sestavljena iz treh stopenj. V pritličju: osrednji prostor zavzema velika konferenčna dvorana, nad katero je dvorišče z velikim bazenom, ki ga obdajajo široki hodniki v obliki zastekljenih arkad.

## Univerza
Univerza vključuje tri fakultete:
- Filozofska fakulteta in islamska civilizacija
- pravna in ekonomska fakulteta
- Teološka fakulteta

Med specializacijami, ki jih ponuja univerza, najdemo tiste, ki se nanašajo na pravne vede, kot so hadis, fikh, koranske vede, primerjalne religije, ekonomija, pravo, pridiganje in mediji ali komunikacijska sredstva itd.
Na tej univerzi so poučevali številni ulemi iz muslimanskega sveta, med najbolj znanimi lahko navedemo: Mohammeda al-Ghazalija, Al Boutija, Youssefa al-Qardaouija5 in Cheika Abbasa, ki je bil tudi ena od alžirskih osebnosti, ki so prispevale k ideji o uresničitev projekta mošeje.